# 高井一 (アナウンサー)
高井 一（たかい はじめ、1953年8月2日 - ）は、日本のフリーアナウンサー、元東海テレビ放送アナウンサー、名古屋工業大学特任教授。

## 来歴・人物
1976年に同志社大学卒業後、東海テレビ入社。
2001年9月に夕方のニュース番組勇退後はアナウンサーを続けながら名古屋大学大学院に進学しその後卒業。レポーターやコメンテーターとして活躍。
2011年8月4日に『ぴーかんテレビ』で「セシウムさん騒動」が発生した後は、（当時「ぴーかん」MCをしていた）後輩アナの福島智之と共に（翌8月5日夕方に放送された特番で）不適切テロップ誤放送事故について謝罪すると共に、事故（不適切テロップ誤放送）発生に至った経緯を説明した。
2015年4月、名古屋工業大学・特任教授に就任。
2016年より社屋を共有する東海ラジオで後述のラジオ番組を開始した。
2018年4月より『ニュース One』を担当し、17年ぶりに夕方のニュース番組に復帰（2022年4月1日に降板）。
2023年12月31日をもって定年退職。その同時に東海テレビアナウンス部のプロフィールページから消えた。退職後の2024年1月からはフリーで活動。

## 現在の担当番組
- ONE STYLE（東海ラジオ） 毎週土曜日 17:00～20:00
- スイッチ!（東海テレビ） 毎週金曜日

## 過去の担当番組
- プロ野球ナイター中継
- 奥さま情報あなたの2時
- FNNイブニングニュース600 (1989.04 - 1990.03)
- FNN東海テレビスーパータイム (1990.04 - 1997.03)
- FNN東海テレビザ・ヒューマン (1997.04 - 1998.03)
- FNN東海テレビスーパーニュース (1998.04 - 2001.09)
- ぴーかんテレビ（火曜日～木曜日：コメンテーター）
- ふるさと紀行（ナレーション）[注釈 1]
- スタイルプラス（日曜日：はじめの一歩担当）
- 別冊!スタイルプラス 仕事人と街を訪ねて（土曜日：「はじめの一歩傑作選」担当）
- ぐっさん家〜THE GOODSUN HOUSE〜（土曜日：不定期出演）[注釈 2]
- メッセージ1（第4日曜日:司会）
- スイッチ（火曜日～木曜日：コメンテーターおよび「はじめまして」担当)
- ニュース One（2018.04 - 2022.04.01）

この他、厳密には番組ではないものの、地上波アナログ終了停波を告げるナレーションも担当した。